# Harudden
Harudden är en udde i Finland. Den ligger i Lovisa stad i landskapet Nyland, i den södra delen av landet, 70 km öster om huvudstaden Helsingfors.
Terrängen inåt land är mycket platt. Havet är nära Harudden åt nordost.  Närmaste större samhälle är Lovisa, 13,7 km nordost om Harudden.